# Kato Titorea
Kato Titorea (en griego: Κάτω Τιθορέα, antes de 1955, Κηφισοχώρι/Kifisochori) es una ciudad de Ftiótide, Grecia. A raíz de la reforma administrativa del Plan Calícrates en vigor desde enero de 2011, forma parte del municipio de Amfikleia-Elateia, del cual es su sede. En el censo de 2001 su población era de 2770 habitantes.
Está situada en la margen derecha del río Cefiso entre los montes Parnaso y Calídromo, a 11 km al este de Amfikleia y a 24 km al noroeste de Lebadea. Las localidades próximas son Panagitsa (al noreste), Agia Paraskevi (sudeste) y Titorea (al sudoeste). Hay estación de tren de la línea del ferrocarril Atenas- Salónica.